# Maurizio Bartocci
Maurizio Bartocci (Caserta, 29 settembre 1959) è un allenatore di pallacanestro italiano.

## Carriera
Inizia la sua carriera come assistente di coach Franco Marcelletti nel epoca d'oro della Juvecaserta arrivando al punto più alto nel 1991 con la vittoria dello Scudetto 1990-1991. Siede fino al 1998 sulla panchina bianconera alternando periodi da Head Coach a periodi da Assistant Coach.
Continua la sua carriera alla Scandone Avellino e poi dal 1999 come assistente alla Pompea Napoli, nel corso della stagione 2004-05 viene promosso Capo Allenatore centrando la qualificazione ai playoff scudetto, per poi tornare nella stagione successiva nel ruolo di assistente di Piero Bucchi nel corso di quel esperienza vince la Coppa Italia nel 2006 e partecipa all'Eurolega 2006-07 prima del fallimento della società nel 2008.
Il 3 marzo 2009 subentra a Franco Gramenzi sulla panchina di Scafati, riuscendo a raggiungere i playoff nei quali ha eliminato il Basket Veroli qualificata al 2º posto in regular season, ed esce in semifinale con la Dinamo Sassari. Il 16 dicembre 2009 viene nominato coach dell'Aurora Jesi subentrando a Stefano Vanoncini. Nella stagione 2010-11 altra sostituzione in corsa, in A2 a San Severo.
Nel 2011-12 allena il Napoli Basketball centrando i playoff, viene confermato per la stagione successiva, tuttavia dopo 3 partite la FIP esclude la squadra (che nel frattempo aveva cambiato la propria denominazione in Nuovo Napoli Basket) dal campionato a causa del mancato pagamento delle tasse federali. Rimasto senza panchina torna sulla panchina di Scafati che nel frattempo era rimasta vacante.
Il 17 febbraio 2014 diventa allenatore di Chieti dopo l'esonero di Nino Marzoli, prende la squadra in piena zona retrocessione, ma riesce nell'impresa di centrare la qualificazione ai playoff da cui esce al primo turno contro Mantova, nonostante ciò non viene confermato per la stagione successiva. Il 17 dicembre 2014 dopo una serie di otto sconfitte consecutive che relegava la squadra all'ultimo posto in classifica viene chiamato a risollevare le sorti di Latina, anche in questo caso nonostante il raggiungimento dell'obiettivo stagionale non viene confermato, quindi si accasa alla Briosa Barcellona Pozzo di Gotto da cui verrà esonerato il 22 febbraio 2016 dopo la sconfitta interna con Ferentino.
Il 31 gennaio 2017 torna a Chieti, il 9 maggio dopo aver perso la prima serie dei play-out contro la Viola Reggio Calabria per 3-1 viene esonerato e la squadra viene affidata all'assistente Pino Di Paolo, anche dopo l'allontanamento dell'allenatore casertano la squadra non centra la salvezza perdendo contro Forlì anche il secondo turno per 3-1 che sancisce la retrocessione in Serie B.
L'11 gennaio 2018 gli viene affidata la panchina del Cuore Napoli Basket.
Il 30 ottobre 2023, la Paperdì JuveCaserta 2021 dopo l'esonero di coach Sergio Luise, ingaggia Bartocci.